# Rubidiumamid
Rubidiumamid ist eine chemische Verbindung des Rubidiums aus der Stoffgruppe der Metallamide.

## Herstellung
Rubidiumamid bildet sich beim Erwärmen des Metalls im Ammoniakstrom.
{\displaystyle \mathrm {2\ Rb+2\ NH_{3}\longrightarrow \ 2\ RbNH_{2}+\ H_{2}\uparrow } }
Es entsteht auch durch Reaktion von Rubidiumhydrid mit flüssigem Ammoniak unter Wasserstoffentwicklung. Bei Raumtemperatur läuft die Reaktion mit gasförmigem Ammoniak nur sehr langsam ab.
{\displaystyle \mathrm {RbH+NH_{3}\longrightarrow RbNH_{2}+H_{2}\uparrow } }
Beim Erwärmen von Rubidiumhydrid im Stickstoffstrom entsteht ebenfalls Rubidiumamid, als Nebenprodukt bildet sich jedoch in nicht unbedeutenden Mengen Rubidiumnitrid.

## Eigenschaften

### Physikalische Eigenschaften
Rubidiumamid kristallisiert im kubischen Kristallsystem in der Raumgruppe Fm3m (Raumgruppen-Nr. 225) mit den Gitterparameter a = 639,5 pm.

### Chemische Eigenschaften
Mit Wasser reagiert Rubidiumamid unter Bildung von Ammoniak und Rubidiumhydroxid.
{\displaystyle \mathrm {RbNH_{2}+H_{2}O\longrightarrow \ RbOH+\ NH_{3}\uparrow } }
Mit Ethanol bildet sich Rubidiumethanolat und Ammoniak.
{\displaystyle \mathrm {RbNH_{2}+C_{2}H_{5}OH\longrightarrow \ C_{2}H_{5}ORb+\ NH_{3}\uparrow } }